# Espectáculo de medio tiempo del Super Bowl LVIII
El espectáculo de medio tiempo del Super Bowl LVIII se llevó a cabo el 11 de febrero de 2024 en el Allegiant Stadium, ubicado en Paradise (Nevada), como parte de la 58.ª edición del Super Bowl. La actuación fue encabezada por el rapero estadounidense Usher.
En términos de audiencia, alcanzó un máximo de 129.3 millones de espectadores en los Estados Unidos, lo que la convierte en la mayor audiencia televisiva de su historia desde el memorable espectáculo protagonizado por Michael Jackson (133.4 millones).

## Antecedentes y desarrollo

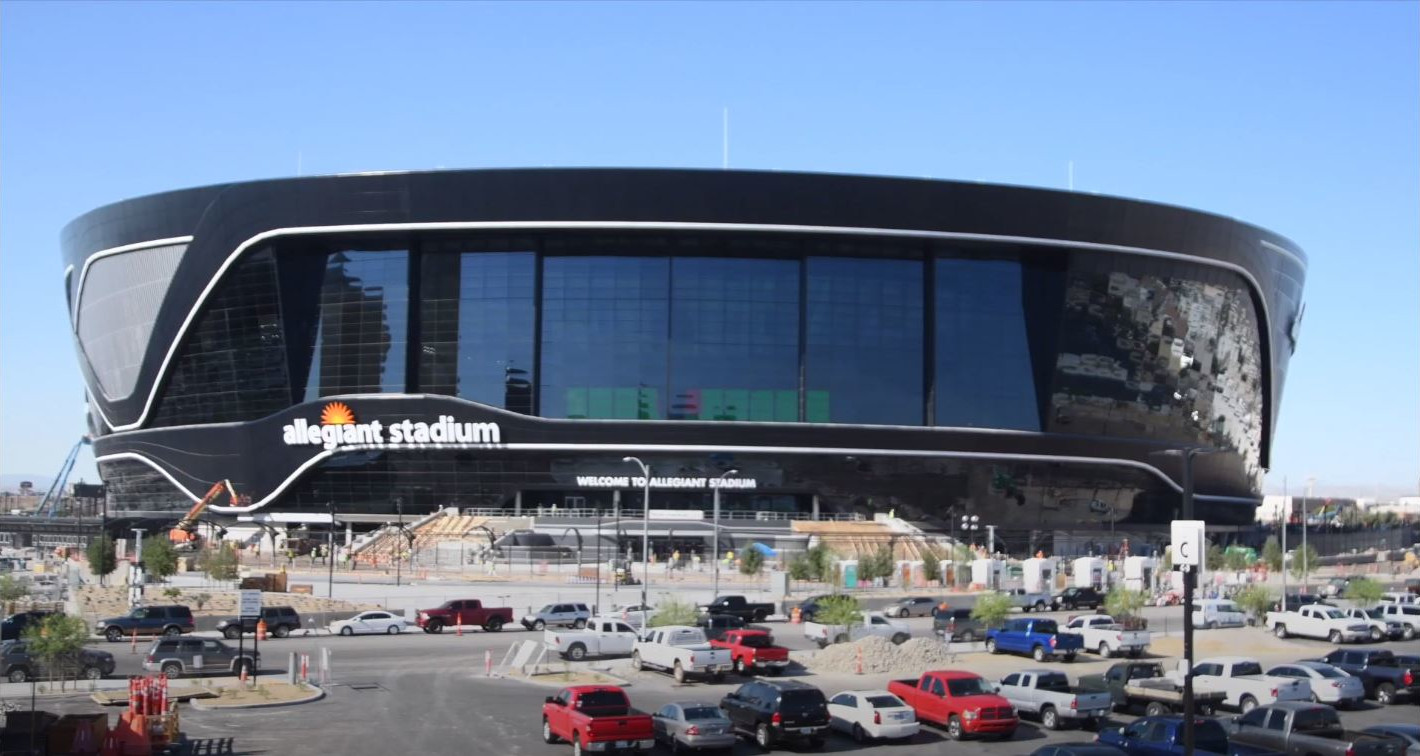
Allegiant Stadium, lugar donde se llevó a cabo la actuación.

El 27 de septiembre de 2023, se anunció que Usher encabezaría el show, siendo esta su segunda aparición en un espectáculo de medio tiempo después desde el Super Bowl XLV, encabezado por el grupo musical estadounidense Black Eyed Peas, donde fue invitado junto a Slash, convirtiendo a Usher en el primer músico en cantar durante un Super Bowl y una Final de la NBA. Se había informado que sería un posible cabeza de cartel por un tiempo después de extender su residencia en el MGM Grand Garden Arena. Su participación es el último resultado de la National Football League (NFL) con la agencia de entretenimiento de Jay-Z, Roc Nation, que se firmó en 2019 para aumentar la calidad de los espectáculos de medio tiempo. Casualmente, Usher celebró su trigésimo aniversario como solista (1994-2024), y el período previo a su encabezamiento tomó nota de ese hecho de manera destacada. Después de su anuncio como cabeza de cartel, Usher dijo: "Es el honor de mi vida finalmente marcar una actuación en el Super Bowl de mi lista de deseos. No puedo esperar para traerle al mundo un espectáculo diferente a todo lo que hayan visto antes de mí".

## Recepción

### Comentarios de la crítica
En una reseña de cuatro estrellas, Adrian Horton de The Guardian describió la actuación como «frenética y atrevida», aunque «a veces caótica y inusualmente tambaleante». Dominic Patten de Deadline Hollywood escribió «por muy tenso que fuera el tono y el ritmo de la actuación, Usher se sintió muy hace 20 años y plano», en comparación con los dos eventos anteriores y la actuación con «Lift Every Voice and Sing» de Andra Day.
El álbum de Usher, Coming Home, alcanzó el puesto número 2 en las listas Billboard 200 en su debut la semana siguiente con 91.000 unidades vendidas. El disco ocupó el puesto número uno en iTunes la semana previa al partido.

## Listado de canciones
1. «My Way»
2. «Caught Up»
3. «U Don't Have to Call» (contiene elementos de «Superstar»)
4. «Love in This Club»
5. «If I Ain't Got You»
6. «My Boo»
7. «Confessions Part II» (contiene elementos de «Nice & Slow»)
8. «Burn»
9. «U Got It Bad» (contiene elementos de «Bad Girl»)
10. «OMG» (contiene elementos de «Can You Feel It» y «Jumpman»)
11. «Turn Down for What»
12. «Yeah!» (contiene elementos de «Freek-a-Leek» y «Get Low»)

Fuente: Business Insider